# Limans
Limans – miejscowość i gmina we Francji, w regionie Prowansja-Alpy-Lazurowe Wybrzeże, w departamencie Alpy Górnej Prowansji.

## Demografia
Według danych na rok 1990 gminę zamieszkiwały 253 osoby, a gęstość zaludnienia wynosiła 12 osób/km². W styczniu 2015 r. Limans zamieszkiwały 334 osoby, przy gęstości zaludnienia wynoszącej 15,8 osób/km².